# Harrah (Washington)
Harrah és una població dels Estats Units a l'estat de Washington. Segons el cens del 2000 tenia 542 habitants.

## Demografia
Segons el cens del 2000, Harrah tenia 542 habitants, 167 habitatges, i 131 famílies. La densitat de població era de 721,6 habitants per km².
Dels 167 habitatges en un 48,5% hi vivien nens de menys de 18 anys, en un 61,7% hi vivien parelles casades, en un 12,6% dones solteres, i en un 21% no eren unitats familiars. En el 18,6% dels habitatges hi vivien persones soles el 7,8% de les quals corresponia a persones de 65 anys o més que vivien soles. El nombre mitjà de persones vivint en cada habitatge era de 3,25 i el nombre mitjà de persones que vivien en cada família era de 3,72.
Per edats la població es repartia de la següent manera: un 38% tenia menys de 18 anys, un 6,6% entre 18 i 24, un 26,4% entre 25 i 44, un 20,1% de 45 a 60 i un 8,9% 65 anys o més.
L'edat mediana era de 29 anys. Per cada 100 dones de 18 o més anys hi havia 100 homes.
La renda mediana per habitatge era de 36.875 $ i la renda mediana per família de 41.250 $. Els homes tenien una renda mediana de 31.250 $ mentre que les dones 25.000 $. La renda per capita de la població era de 12.721 $. Aproximadament el 14,5% de les famílies i el 19,8% de la població estaven per davall del llindar de pobresa.

## Poblacions més properes
El següent diagrama mostra les poblacions més properes.